# 普里湖和伊索沼泽国家公园
普里湖和伊索沼泽国家公园（芬蘭語：Puurijärven ja Isosuon kansallispuisto）是芬蘭的一個國家公園。普里湖和伊索沼泽国家公园成立於1993年，面積27平方（10平方英里）。國家公園內的景觀以湖泊和沼澤景觀為主。